# Comuna de Poczesna
Poczesna (polaco: Gmina Poczesna) é uma gminy (comuna) na Polónia, na voivodia de Silésia e no condado de Częstochowa. A sede do condado é a cidade de Poczesna.
De acordo com os censos de 2004, a comuna tem 12 470 habitantes, com uma densidade 207,4 hab/km².

## Área
Estende-se por uma área de 60,13 km², incluindo:
- área agricola: 66%
- área florestal: 16%

## Demografia
Dados de 30 de Junho 2004:
|                      | Total   | Total | Mulheres | Mulheres | Homens  | Homens |
| -------------------- | ------- | ----- | -------- | -------- | ------- | ------ |
|                      | pessoas | %     | pessoas  | %        | pessoas | %      |
| População            | 12 470  | 100   | 6424     | 51,5     | 6046    | 48,5   |
| Densidade (pop./km²) | 207,4   | 100   | 106,8    | 106,8    | 100,5   | 100,5  |

De acordo com dados de 2002, o rendimento médio per capita ascendia a 1273,87 zł.

## Subdivisões
- Bargły, Brzeziny-Kolonia, Brzeziny Nowe, Huta Stara A, Huta Stara B, Kolonia Poczesna, Korwinów, Mazury, Michałów, Nierada, Nowa Wieś, Poczesna, Słowik, Wrzosowa, Zawodzie.

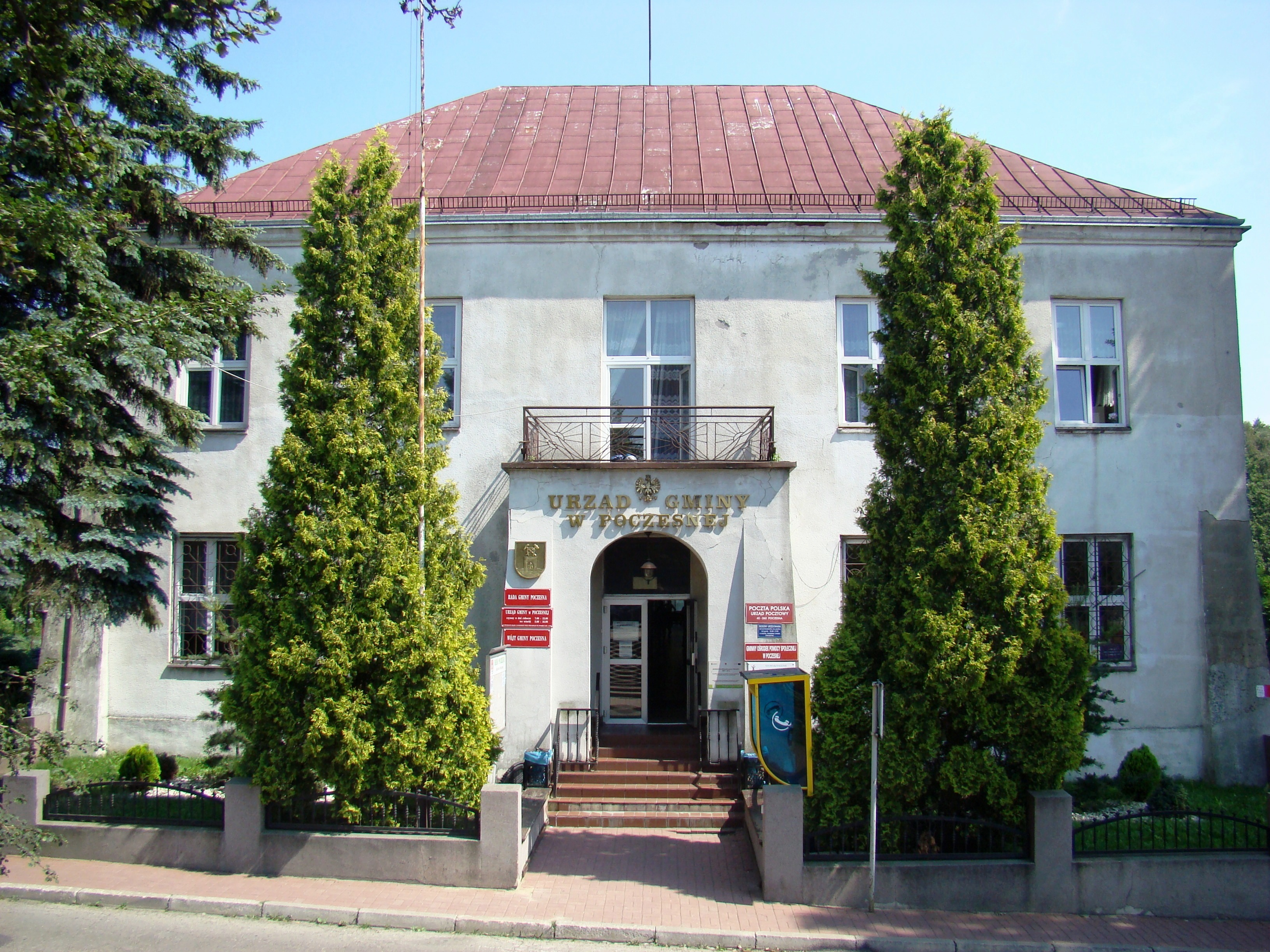

## Comunas vizinhas
- Częstochowa, Kamienica Polska, Konopiska, Olsztyn, Starcza